# Limbur Merangin
Limbur Merangin is een bestuurslaag in het regentschap Merangin van de provincie Jambi, Indonesië. Limbur Merangin telt 1961 inwoners (volkstelling 2010).